# هرمان ليند
هرمان ليند (بالألمانية: Hermann Linde)‏ هو رسام ألماني، ولد في 26 أغسطس 1863 في لوبيك في ألمانيا، وتوفي في 26 يونيو 1923 في Arlesheim ‏ في سويسرا.